# Vulgarisation mathématique
Pour un article plus général, voir Vulgarisation.

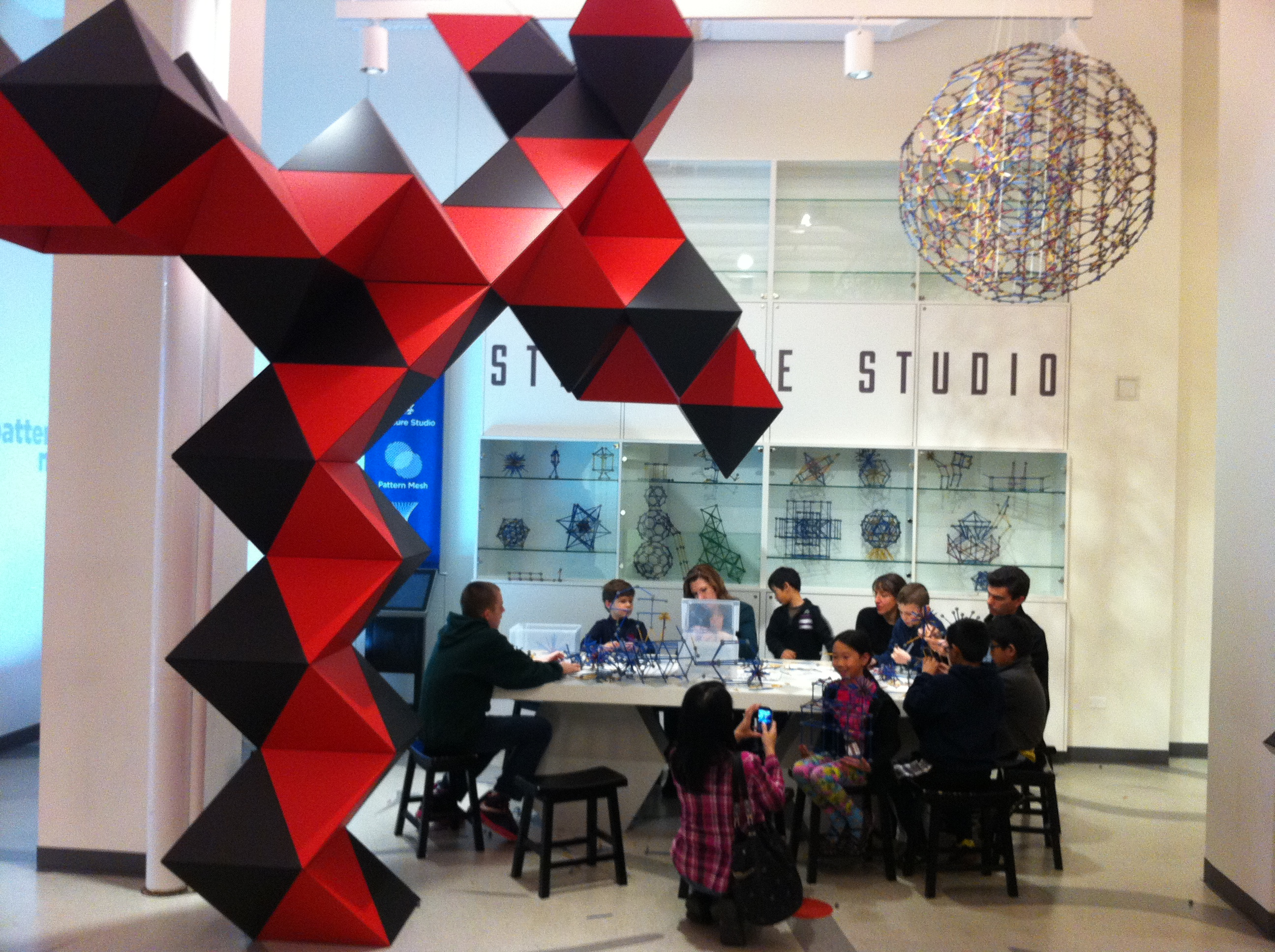
Musée des Mathématiques à New-York - MoMath.

La vulgarisation mathématique consiste à présenter des concepts et des résultats mathématiques sous une forme destinée au grand public, ou à des scientifiques dont le domaine d'expertise est éloigné de ces sujets.

## Historique
Les recherches des historiens des mathématiques ont montré l'existence d'une tradition de vulgarisation remontant au moins au Moyen Âge, et on peut même considérer l'Arénaire, au 3e siècle av. J.-C., comme le premier exemple d'un texte mathématique destiné à un non-mathématicien. La vulgarisation scientifique accompagne les progrès de la science au moins depuis le 17e siècle, avec le célèbre texte de Galilée, l’Essayeur, ou par exemple des ouvrages tels que les Entretiens sur la pluralité des mondes de Fontenelle ou les Lettres à une Princesse d'Allemagne (en) de Leonhard Euler, les textes de vulgarisation mathématique sont aussi assez courants, ainsi l'Encyclopédie est une vaste entreprise de vulgarisation dans toutes sortes de domaines et les très nombreux articles de mathématiques que l'on doit à d'Alembert en sont, en ce qui concerne ce champ disciplinaire, une illustration évidente. À côté de cela, il faut mentionner plusieurs textes importants du XVIIIe siècle, la traduction des Philosophiae naturalis principia mathematica par Émilie du Châtelet, qui permet de mettre l’œuvre de Newton à la disposition des scientifiques francophones et l'éloge d'Euler par Condorcet qui fait connaître la production de ce grand mathématicien ou celui, par Fontenelle, de Newton et de Leibnitz. D'autre part, le Journal des sçavans sert de support à la vulgarisation scientifique, notamment mathématique, en annonçant les récentes découvertes et en présentant les livres récents  et les ouvrages s'adressant à un large public. A côté de cela, il y a des ouvrages de mathématiques récréatives, à but didactique, comme les livres de Bachet de Méziriac, de Claude Mydorge, de Jacques Ozanam et de Édouard Lucas, des éloges de mathématiciens à leur décès ou à leur jubilé prononcés par l'un de leurs collaborateurs et destinés à présenter leur œuvre à leurs collègues et amis non mathématiciens, et des nombreux formulaires se contentant de donner des résultats sans démonstration, ou ayant pour but d’enseigner des techniques de calcul.
Avec un objectif plus immédiatement pratique, la mathématisation progressive de la physique à partir des travaux de Newton amène fréquemment des mathématiciens à produire des textes de vulgarisation à l'usage d'autres scientifiques et même au-delà ; on peut tout particulièrement citer ainsi les publications de Joseph Bertrand au XIXe siècle. Antoine Cournot tente, quant à lui, de vulgariser les mathématiques en direction des économistes.
On commence, au début du XXe siècle, à trouver de plus en plus de textes s’adressant à des non-spécialistes, par exemple par Russell, Poincaré ou Borel, et des textes vraiment destinés au grand public et cherchant à communiquer l'essence de ce qu'est le travail du mathématicien sont, en 1940, L'Apologie d'un mathématicien de G. H. Hardy, l'année suivante le livre de Richard Courant, Qu'est-ce que les mathématiques ? et en 1945 le livre de George Pólya How to solve it (en).
En France, la collection Que sais-je ?, créée en 1941, cherche à vulgariser l’ensemble du savoir et les mathématiques n'y échappent pas.
À partir de 1956, la chronique régulière de jeux mathématiques de Martin Gardner dans la revue Scientific American lance une approche plus accessible pour le grand public de sujets mathématiques ; d'autres chroniques analogues apparaissent dans de nombreuses revues de vulgarisation, par exemple celle de Jean-Paul Delahaye dans Pour la science.
Si l'on dispose de biographies de mathématiciens de bonne qualité, souvent réalisées à destination de sociétés savantes, celles écrites pour le grand public, comme Les Grands Mathématiciens, d'Eric Temple Bell en 1937, sont le plus souvent dépourvues de contenu mathématique proprement dit.
Plusieurs romans sont centrés sur des sujets mathématiques et ont aussi pour objectif de les vulgariser. Le premier d'entre eux est sans doute Flatland, un roman de 1884 destiné à introduire le lecteur aux concepts alors récents de la géométrie de l'espace à quatre dimensions ; par la suite, des auteurs comme Denis Guedj ou Apóstolos Doxiádis construisent certaines de leurs intrigues autour  du dernier théorème de Fermat ou de la conjecture de Goldbach.
Une difficulté non négligeable de la vulgarisation mathématique est le caractère abstrait de nombreux concepts, et donc la quasi-impossibilité de les illustrer ; à partir des années 1980, l’apparition d’outils graphiques puissants révolutionne certains secteurs de la pédagogie des mathématiques, et de leur vulgarisation ; ainsi, en 1986, une exposition itinérante de Heinz-Otto Peitgen (de), Frontiers of Chaos, initie le grand public à la beauté des images fractales ; plus récemment, un exemple typique est le film Dimensions, proposant une approche graphique de la construction d'objets en quatre dimensions.

## Ouvrages de vulgarisation mathématique
Avant l'apparition de sites internet, les vulgarisateurs les plus prolifiques étaient sans doute Keith Devlin, Martin Gardner et Ian Stewart. On trouvera une liste complète de leurs ouvrages sur leurs pages respectives (en anglais). Les sections suivantes sont classées par thème.

### Introduction aux mathématiques
(juin 2021).
- Richard Courant et Herbert Robbins (trad. de l'anglais), Qu'est-ce que les mathématiques ? Une introduction élémentaire aux idées et aux méthodes, Paris, Cassini, 2015, 576 p. (ISBN 978-2-84225-204-5) ; édition originale : 1941[o 1];
- Rózsa Péter (trad. du hongrois, préf. Cédric Villani), Jeux avec l'infini. Voyage à travers les mathématiques, Paris, Points, 305 p. (ISBN 978-2-7578-4072-6) ; édition originale : 1943[o 2];
- (en) Edward Charles Titchmarsh, Mathematics for the General Reader, Dover Publications, 1948 (ISBN 0-486-81392-4) ;
- François Le Lionnais, Les Grands Courants de la pensée mathématique, Cahiers du Sud, 1948, 533 p. (ISBN 978-2-7056-6332-2).

### Histoire
- Gilles Dowek, Les métamorphoses du calcul : une étonnante histoire de mathématiques, Le Pommier, 2007, 223 p. (ISBN 978-2-7465-0324-3, présentation en ligne) ;
- (en) Fernando Q. Gouvêa et William P. Berlinghoff, Math through the ages : a gentle history for teachers and others, Mathematical Association of America (1re éd. 2002).

### Zéro
- Charles Seife (trad. de l'anglais), Zéro, la biographie d’une idée dangereuse, Paris, Hachette, 2002, 284 p. (ISBN 2-01-279192-1).

### L'infini
- (en) Rudy Rucker, Infinity and the Mind: The Science and Philosophy of the Infinite ; Princeton University Press, 1982.  (ISBN 978-0-691-00172-2) ;
- (en) Brian Clegg, Brief History of Infinity : The Quest to Think the Unthinkable, Constable and Robinson, 2003, 255 p. (ISBN 978-1-84119-650-3) ;
- (en) Robert Kaplan et Ellen Kaplan, The Art of the Infinite : Our Lost Language of Numbers, Penguin, 2004, 336 p. (ISBN 978-0-14-100886-8) ;
- (en) Eli Maor, To Infinity and Beyond : A Cultural History of the Infinite - New Edition, Princeton, 2018, 304 p. (ISBN 978-0-691-17811-0).

### Nombres remarquables
- André Warusfel, Les nombres et leurs mystères, Le Seuil, 1961 ;
- François Le Lionnais et Jean Brette, Les Nombres remarquables, Hermann, 1983 ;
- John Horton Conway et Richard Guy, Le livre des Nombres, Eyrolles, 1996 ;
- Pierre Eymard et Jean-Pierre Lafon, Autour du nombre π, Hermann, Paris, 1999  (ISBN 2-7056-1443-5) ;
- Jean-Paul Delahaye, Le fascinant nombre π, Belin, coll. « Pour la Science »,‎ 1997 ;
- (en) Eli Maor, "e", The Story of a Number, Princeton, 1998 (ISBN 978-0-691-05854-2) ;
- Mario Livio (trad. de l'anglais), Le Nombre d'or : les clés du mystère, Paris, Odile Jacob, 2018, 313 p. (ISBN 978-2-7381-4306-8) ;
- (en) Julian Havil, Gamma : Exploring Euler's Constant, Princeton, 2003, 266 p. (ISBN 978-0-691-09983-5) ;
- Donald Knuth, Les nombres surréels, ou comment deux anciens étudiants découvrirent les mathématiques pures et vécurent heureux. ; édition originale : 1974[o 3].

### Nombres complexes
- Paul J. Nahin, An Imaginary Tale: The Story of {\displaystyle {\sqrt {-1}}}, Princeton, 1998 (ISBN 978-0691027951) ;
- (en) Paul J. Nahin, Dr. Euler's Fabulous Formula : cures many mathematical ills, Princeton, Princeton, 2006, 380 p. (ISBN 978-0-691-11822-2, lire en ligne).

### Les nombres premiers (et l'hypothèse de Riemann)
- Gérald Tenenbaum et Michel Mendès France, Les nombres premiers, Presses universitaires de France, coll. « Que sais-je ? », 1997, 1re éd. éd.
- Jean-Paul Delahaye, Merveilleux nombres premiers : Voyage au cœur de l'arithmétique, 2000 [détail de l’édition] ;
- Marcus du Sautoy, La Symphonie des nombres premiers, 2003, 335 p. (ISBN 0-06-093558-8) ;
- (en) John Derbyshire (en), Prime Obsession (en), Plume Books, 2004, 422 p. (ISBN 978-0-452-28525-5) ;
- (en) Dan Rockmore, Stalking the Riemann Hypothesis : The Quest to Find the Hidden Law of Prime Numbers, Vintage, 2006, 292 p. (ISBN 0-375-72772-8).

### La logique
- Jean-Paul Delahaye, La logique : un aiguillon pour la pensée, Paris, Belin - Pour la science, 2012, 199 p. (ISBN 978-2-84245-115-8)

Raymond Smullyan a écrit une grande quantité de livres de récréations mathématiques s'appuyant sur des puzzles et des raisonnements logiques ; les plus connus en français sont :
- Quel est le titre de ce livre ?, Dunod, 1981  (ISBN 2-10-002003-X) ((en) What is the Name of This Book?, 1978) ;
- Le livre qui rend fou, Dunod, 1984  (ISBN 2-10-003202-X) ((en) The Lady or the Tiger?, 1982) ;
- Ça y est, je suis fou !!, Dunod, 1993  (ISBN 2-10-001963-5) ((en) Satan, Cantor and Infinity and other mind-boggling puzzles, 1992).

Il est également l'auteur de plusieurs livres de vulgarisation de la logique mathématique moderne, dont :
- Les théorèmes d'incomplétude de Gödel, Dunod, 2000  (ISBN 2-10-005287-X).

### Problèmes récemment résolus
- Simon Singh, Le Dernier théorème de Fermat : l'histoire de l'énigme qui a défié les plus grands esprits du monde pendant 358 ans [« Fermat's last theorem »], Paris, Hachette Littératures, 1999 (ISBN 978-2-01-278921-0)  (théorème de Fermat-Wiles) ;
- (en) Robin J. Wilson, Four Colours Suffice : How the Map Problem was Solved, Penguin, 2003, 262 p. (ISBN 978-0-14-100908-7)  (théorème des quatre couleurs) ;
- (en) George Szpiro, Kepler's Conjecture : how some of the greatest minds in history helped solve one of the oldest math problems in the world, Hoboken (N. J.), Wiley, 2003, 296 p. (ISBN 0-471-08601-0) (conjecture de Kepler) ;
- (en) George Szpiro, Poincaré's Prize, Dutton, 2007 (présentation en ligne) (conjecture de Poincaré) ;

- (en) Mario Livio, The Equation That Couldn't Be Solved, Souvenir Press, 2006 (ISBN 978-0-285-63743-6)  (classification des groupes simples) ;
- (en) Mark Ronan (en), Symmetry and the Monster, Oxford, 2006 (ISBN 0-19-280722-6) (monstrous moonshine).

### La quatrième dimension
- Edwin Abbott Abbott, Flatland, 1884 ;
- Rudy Rucker, La quatrième dimension, Seuil, 1981.

Ainsi que le film Dimensions.

### Fractales
- Benoît Mandelbrot, Les Objets fractals : forme, hasard et dimension, Flammarion, 1973 ;
- Jacques Dubois et Jean Chalin, Le monde des fractales, 2006, Éditions Ellipses  (ISBN 978-2-7298-2782-3).

### Conférences retranscrites
Serge Lang a eu une activité de vulgarisation très importante ; deux cycles de ses conférences ont été publiés en français :
- Serge Lang, des jeunes et des maths, Belin, 1984 ;
- Serge Lang fait des maths en public, Belin, 1984.

### Biographies
- Les mathématiciens : De l'antiquité au XXIe siècle (préf. Cédric Villani), Paris, Belin, coll. « Bibliothèque scientifique », 2010, 278 p. (ISBN 978-2-84245-109-7, présentation en ligne) ;
- Jean-Pierre Escofier, Petite histoire des mathématiques, Malakoff, Dunod, 2018, 2e éd., 285 p. (ISBN 978-2-10-077801-0, présentation en ligne)

- Bertrand Hauchecorne et Daniel Suratteau, Des mathématiciens de A à Z, Paris, Ellipses, 2008, 3e éd., 551 p. (ISBN 978-2-7298-4164-5, présentation en ligne) ;
- Stephen Hawking, Et Dieu créa les nombres, Dunod, 2006 [détail des éditions]Biographies suivies de textes de référence
- (en) Ioan James, Remarkable Mathematicians : From Euler to von Neumann, MMA/Cambridge University Press, 2002, 433 p. (ISBN 978-0-521-81777-6, présentation en ligne) ;
- (en) Simon Gindikin, Tales of Mathematicians and Physicists, Springer, 2007, 2e éd. (DOI 10.1007/978-0-387-48811-0, présentation en ligne) ;
- (en) Paul Hoffman, The Man Who Loved Only Numbers, Fourth Estate, 1998, 301 p. (ISBN 1-85702-811-2)  (biographie de Paul Erdős) ;
- (en) Robert Kanigel, The Man Who Knew Infinity: A Life of the Genius Ramanujan, Washington Square Press, 1991, 438 p. (ISBN 0-671-75061-5, lire en ligne ) ;
- (en) Siobhan Roberts, King of Infinite Space: Donald Coxeter, the Man Who Saved Geometry, Walker Books, 2006, 399 p. (ISBN 0-88784-201-1) ;
- sous la direction de Éric Charpentier, Étienne Ghys et Annick Lesne, L'héritage scientifique de Poincaré, Belin, 2006 ;
- Pierre Cassou-Noguès, Gödel, Les belles lettres, 2004.

La Gazette des mathématiciens a édité des hommages à des mathématiciens contemporains français :
- Jean-Pierre Kahane, tome 160, 2019
- Jean-Christophe Yoccoz, tome 156, 2018
- Benoit Mandelbrot, père de la géométrie fractale, tome 136, 2013
- René Thom (1923-2002), 2004
- Laurent Schwartz (1915-2002), 2003
- Jean Leray (1906-1998), 2000

### Pratique des mathématiques
- Godfrey Harold Hardy (trad. de l'anglais par Alexandre Moreau), « L'Apologie d'un mathématicien », dans Mathématiques et mathématiciens [« A Mathematician's Apology »], Nitens, 2018 (1re éd. 1940) (ISBN 9782901122005)
- Michael Harris, La Mathématique, une vocation problématique, Paris, Cassini, février 2020, 520 p. (ISBN 978-2-84225-260-1 et 2-84225-260-8)
- (en) Norbert Wiener, I am a mathematician, MIT Press, 1956.

### Récréations mathématiques
On trouvera une liste d'auteurs et d'ouvrages dans les articles détaillés ; le plus ancien recueil en français est celui de Claude-Gaspard Bachet de Méziriac, Problèmes plaisans et délectables, qui se font par les nombres (1612) ; à la fin du 19e siècle, Édouard Lucas en réunit une vaste collection en quatre volumes, disponibles sur Gallica.

### Que sais-je?
La série d'ouvrages Que sais-je ? a été créée en 1941 pour vulgariser la connaissance. Voici quelques numéros publiés sur les mathématiques.
- 3. Les certitudes du hasard (Marcel Boll, 1re éd. 1941, 3e éd. 1942, 4e éd. 1943, 5e éd. 1947, 6e éd. 1951, 7e éd. 1958, 8e éd. 1962, 9e éd. 1966, 10e éd. 1971)  — La probabilité, le hasard et la certitude (Paul Deheuvels, 1re éd. 1982, 2e éd. corrigée 1990, 3e éd. corrigée 1996, 4e éd. mise à jour 10 septembre 2008, 5e éd. 28 juin 2017)
- 42. Les étapes des mathématiques (Marcel Boll, 1re éd. 1941, 2e éd. 1942, 3e éd. 1944, 4e éd. 1947, 5e éd. 1948, 6e éd. 1953, 7e éd. 1956, 8e éd. 1958, 9e éd. parue sous le titre Histoire des mathématiques 1961, 10e éd. 1963, 11e éd. 1968, 12e éd. 1974, 13e éd. 1979)
- 91. Les probabilités et la vie (Émile Borel, 1re éd. 1942)
- 378. L'analyse mathématique (André Delachet, 1re éd. 1949, 3e éd. 1958)
- 445. Probabilité et certitude (Émile Borel, 1re éd. 1950)
- 571. Les nombres premiers (Émile Borel, 1re éd. 1953) — Les nombres premiers (Jean Itard, 1re éd. 1969, 2e éd. mise à jour en collaboration avec Raymond Guglielmo 1976) — Les nombres premiers (Gérald Tenenbaum, Michel Mendès France 1re éd. 1997)

## Magazines et revues
- Les magazines de vulgarisation comme Pour la science et La Recherche, ou en anglais le New Scientist et le Scientific American, outre des chroniques mathématiques régulières (souvent consacrées à des jeux mathématiques) contiennent également à l'occasion des articles signalant une découverte importante ou résumant le travail d'un mathématicien récemment décédé ; c'est le cas, par exemple, des numéros de La Recherche  et de Pour la science consacrés à Alexandre Grothendieck[20],[21] ;
- Le Petit Archimède était une revue des années 1970, destinée à un public de collégiens ;
- Le magazine Tangente est uniquement consacré à la vulgarisation mathématique, depuis 1987 ;
- Images des mathématiques était une revue publiée par le CNRS, remplacée depuis 2009 par un site web ;
- Accromath est une revue de vulgarisation à destination des élèves, étudiants et enseignants québécois produite par l'Institut des sciences mathématiques et le Centre de recherche mathématiques[22].
- La Gazette des mathématiciens est le magazine grand public de la Société mathématique de France.

La presse quotidienne propose dans ses rubriques Sciences des articles sur les mathématiques, ainsi Le Monde propose six à huit fois par an un billet du mathématicien Étienne Ghys.
En anglais, les magazines suivants sont destinés à un large public :
- The American Mathematical Monthly ;
- Mathematics Magazine ;
- The Mathematical Intelligencer ;
- Plus Magazine est un magazine gratuit en ligne géré par le Millennium Mathematics Project (en) de l'université de Cambridge ;

## Audio-visuel

### Radio
Avant l'apparition des écrans, la radio a joué un rôle important dans la vulgarisation. En France, la chaîne France Culture a proposé et propose encore des émissions présentant parfois des sujets mathématiques, comme La Science en marche (due à François Le Lionnais), Les chemins de la connaissance, À voix nue, La méthode scientifique, Continent science. L'émission de France Inter, La Tête au carré, a aussi consacré des entretiens avec des mathématiciennes, dont Claire Voisin pour Qu'est ce qui fait la beauté d'un théorème ou d'une formule ? lorsqu'elle a obtenu la médaille d'or du CNRS et en faisant participer Cédric Villani à plusieurs débats. La récente émission Du vent dans les synapses propose aussi des thèmes mathématiques.

### Télévision
- Le livre de Simon Singh, Le Dernier théorème de Fermat, a donné naissance à une émission de télévision pour Horizon[29];
- Arte a présenté le 15 janvier 2016, une soirée Le grand mystère des mathématiques[30].

### Cinéma
- Le film Dimensions… une promenade mathématique, produit par Étienne Ghys, et distribué sous une licence libre, présente diverses idées géométriques sous une forme graphique originale ; la même équipe a produit Chaos, un film exposant les mathématiques des systèmes dynamiques.

### Sites Internet
Plusieurs sites Internet et chaînes YouTube se consacrent à la vulgarisation mathématique :
- Images des mathématiques ;
- CultureMath, site de ressources pour enseignants maintenu par l'ENS ;
- Micmaths, la chaîne de Mickaël Launay ;
- Science étonnante de David Louapre comporte plusieurs rubriques de mathématiques ;
- Numberphile (en);
- Mathologer (en);
- 3Blue1Brown (en).

## Musées
Plusieurs musées scientifiques contiennent une section dédiée aux mathématiques, comme à la Cité des Sciences ; les musées suivants sont exclusivement consacrés aux mathématiques.
Aux États-Unis :
- Le National Museum of Mathematics à New York.

En Autriche :
- La Haus der Mathematik (de), à Vienne.

En Allemagne :
- L'Arithmeum (en) à Bonn ;
- Le Mathematikum (en) à Giessen.

En Italie :
- Le giardino di Archimede, à Florence.

En France :
- La Maison des mathématiques et de l'informatique, à Lyon.

## Récompenses
- Le prix d'Alembert récompense spécifiquement des travaux de vulgarisation mathématique ;
- Le prix Leroy P. Steele pour la « vulgarisation mathématique » ;
- Le prix Euler du livre récompense depuis 2007 un ouvrage de vulgarisation mathématique;
- La Médaille de la médiation scientifique du CNRS[31]  récompense des équipes de femmes et d'hommes, personnels d'appui à la recherche, pour leur action, ponctuelle ou pérenne, personnelle ou collective, mettant la science en valeur au sein de la société. En 2022, elle récompense le mathématicien Étienne Ghys[32].

## Dans la culture
Sans qu’on puisse parler de vulgarisation au sens strict, de nombreuses œuvres s’appuient sur des concepts ou des résultats mathématiques, en en fournissant au passage une description simplifiée et abordable.

### Romans et essais
- Alain Connes, André Lichnerowicz et Marcel-Paul Schützenberger, Triangle de pensées, Paris, Odile Jacob, coll. « Sciences », 26 janvier 2000, 214 p. (ISBN 2-7381-0762-1 et 978-2738107626) ;
- Alexander Dewdney (en) (trad. de l'anglais), Le Planivers, Paris, Londreys, 1985, 287 p. (ISBN 2-904184-20-1) ;
- Apóstolos Doxiádis, Oncle Petros et la Conjecture de Goldbach, Seuil, 2002 (ISBN 978-2020505611) ;
- Denis Guedj, Le Théorème du Perroquet : roman, Paris, Seuil, 1998, 525 p. (ISBN 2-02-030044-3) ;
- Jean-Guy Soumy, Le silence, Robert Lafont, 2013 ;
- Cédric Villani, Théorème vivant, Paris, éd. Grasset et Fasquelle, 2012, 288 p.  (ISBN 978-2-246-79882-8).
- Danye Chéreau, Alain Connes et Jacques Dixmier, Le théâtre quantique, Odile Jacob, 2018
- Alain Connes, Danye Chéreau et Jacques Dixmier, Le spectre d'Atacama, Odile Jacob, 2018

On peut également citer l'inclassable Gödel, Escher, Bach : Les Brins d'une Guirlande Éternelle, livre de Douglas Hofstadter vulgarisant entre autres les théorèmes de Gödel, parmi de nombreux tours de force littéraires et logiques.

### Films
- Proof ;
- Domaine ;
- Breaking the Code (en) ;
- Imitation Game (The Imitation Game), film américano-britannique réalisé par Morten Tyldum, adaptation de la biographie d'Alan Turing (Alan Turing: The Enigma) d'Andrew Hodges.

### Pièces de théâtre
- La Preuve de David Auburn (2001) ;
- Breaking the Code (en) de Hugh Whitemore (1986) ;
- La Machine de Turing, de Benoit Solès, au théâtre Michel à Paris (2018).
- Certaines troupes de théâtres, comme L'Île logique[33] (prix d'Alembert 2012), Tape l'incruste[34], Emma la clown ont développé des spectacles de clowns mathématiques permettant d'interroger par l'absurde les concepts mathématiques, logiques ou scientifiques[35]

### Bandes dessinées
- Jean-Pierre Petit, Le géométricon, Belin, Paris, 1985  (ISBN 2-7011-0466-1) : sur la géométrie ;
- Jean-Pierre Petit, Le topologicon, Belin, Paris, 1985  (ISBN 2-7011-0466-1) : sur la topologie ;
- Apóstolos Doxiádis et Christos H. Papadimitriou, Logicomix, Vuibert, 2010 : sur la logique.
- Mathieu Burniat (Scénario, Dessin, Couleurs) et Thibault Damour (Scénario), Le Mystère du monde quantique, Dargaud, 2016 (ISBN 9782205075168)

### Arts plastiques
De nombreux artistes s'inspirent des mathématiques, souvent explicitement, depuis l'utilisation du nombre d'or dans les peintures de la Renaissance jusqu'aux formes géométriques sculptées par Morellet (et inversement, l'invention de la perspective à la Renaissance a donné naissance à une nouvelle branche mathématique, la géométrie projective). Cependant, rares sont les œuvres ayant aussi pour objectif d'amener le spectateur à une meilleure compréhension d'idées mathématiques ; une exception notable est fournie par une grande partie des dessins de Maurits Escher, réalisés en correspondance avec des mathématiciens comme Roger Penrose ou Harold Coxeter, et dont on peut seulement regretter qu'ils n'aient pas bénéficié des outils informatiques actuels.